# Jean Babou
Jean Babou (1511, Tours – 3. října 1569) byl francouzský voják, velkosprávce Toulouse a velmistr dělostřelectva. Byl také pán z Bourdaisière, hrabě ze Sagonne, pán z Thuisseau, Chissé, Vouillon, Pruniers, Germigny a Brain sur l'Authion.

## Život
Narodil se jako syn Philiberta Babou (1484–1557) a jeho manželky Marie Gaudinové (1495–1580). Philibert byl pánem v La Bourdaisière, který se stal v roce 1521 starostou Tours, kde se Jean narodil. Marie byla v letech 1532 až 1542 dvorní dámou královny Eleonory Habsburské. V roce 1528 se Jean stal nosičem poháru krále Františka I. Francouzského a navarrské královny. Následující rok se stal guvernérem a soudním vykonavatelem v Gienu, poté maitre de la garde robe (mistrem šatníku) dauphina. Když byl vytvořen post velkosprávce Touraine, stal se až do své smrti jeho prvním držitelem. Byl také Maitre d’hôtel (komorníkem) Františka I. a gentleman v běžné komnatě Jindřicha II.
Také rozšířil rodinný majetek, když v roce 1542 získal od Antonie z Amboise, dámy z la Rochefoucauld-Barbezieux, baronství Sagonne, a roku 1551 od Marka de Beaufort-Canillac-Montboissier, hraběte z Alluey, panství Jouy. V roce 1564 také koupil od pokladníka Viktora Bourgouina statek Brain-sur-l'Authion v Anjou.
26. listopadu 1559 ho král František II. Francouzský jmenoval mimořádným velvyslancem u papeže Pia IV., po králově smrti Jean odešel od dvora. Kateřina Medicejská ho povolala zpět, aby učil a chránil Františka, vévodu z Alenconu, také ho jmenovala poručíkem a svěřila mu velení vévodovy stráže. V roce 1562 byl ustanoven "kapitánem měst" a guvernérem zámku Amboise, v roce 1566 mu byl udělen Řád svatého Michala.
Jeho další post přišel v roce 1567, když byl jmenován guvernérem Brestu, 15. května následujícího roku se stal hlavním generálem dělostřelectva a připojil se ke státní radě. Statečně bojoval proti protestantům v bitvě u Moncontouru 3. října 1569, se svým obratným dělostřeleckým manévrem hrál velkou roli v katolickém vítězství. Zemřel v listopadu téhož roku asi v 58 letech. Brantôme o něm poznamenal, že to byl "podle pověsti statečný a moudrý gentleman a čestný muž".

## Manželství a potomci

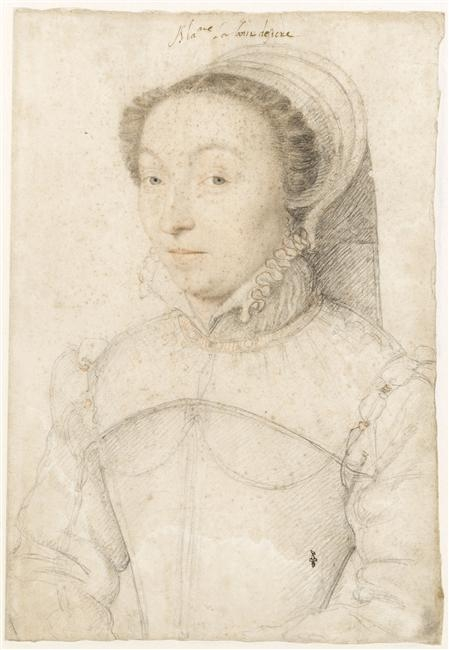
Françoise Robertetová (1519-1580), manželka Jeana Babou (François Clouet)

5. ledna 1540 se Jean v Blois oženil s Françoise Robertetovou, paní z Alluye au Perche-Gouët. Jeho manželka byla dvorní dámou Kateřiny Medicejské (1547–1575), Marie Stuartovny (1560) a Luisy Lotrinské (1575–1590). Do manželství přinesla 400 tournoiských livrů. Manželé spolu měli šest dětí:
- Georges Babou (?–1607)
- Jean Babou de La Bourdaisière (1541–1589)
- Françoise Babou de la Bourdaisière (1542–1592)
- Isabeau Babou de La Bourdaisière (1551–1625)
- Marie Babou (?–1582)
- Antoinette Babou de La Bourdaisière